# Acronyctodes insignita
Acronyctodes insignita là một loài bướm đêm trong họ Geometridae.